# Applied Biosystems
Applied Biosystems公司（缩写ABI）是一家美国生物技术公司，1981年在加利福尼亚州福斯特城成立，1992年被珀金埃尔默（PerkinElmer）收购，后经过多次并购重组，现为赛默飞世尔科技旗下品牌Life Technologies的子品牌。

## 历史
| 年   | 公司名称                               |
| ---- | -------------------------------------- |
| 1981 | Genetic Systems Company (GeneCo)       |
| 1982 | Applied Biosystems, Inc. (ABI)         |
| 1993 | Applied Biosystems, Perkin-Elmer       |
| 1996 | PE Applied Biosystems                  |
| 1998 | PE Biosystems                          |
| 2000 | Applied Biosystems Group, Applera Corp |
| 2002 | Applied Biosystems                     |
| 2008 | Life Technologies                      |
| 2014 | Thermo Fisher Scientific               |

### 早期
1981年，两位惠普公司的科学家/工程师使用勒罗伊·胡德和马文·H·卡拉瑟斯开发的技术成立了Genetic Systems Company(GeneCo)公司。
1982年，公司改名Applied Biosystems Inc.，并推出了其首款科學儀器：470A型蛋白质测序仪。
1983年，公司在纳斯达克上市，股票代码为ABIO，并推出了第二款科學儀器：380A型DNA合成仪，用于合成寡核苷酸。
1984年，公司推出了第三款科學儀器：430A型多肽合成仪。
1985年，公司推出了两款此前产品的后续型号：380B型DNA合成仪和381A型DNA合成仪，并在英国设立了全资子公司。
1987年，在勒罗伊·胡德实验室做博后的劳埃德·M·史密斯开发了最早的DNA测序仪，由ABI公司推向市场。